# Красна поляна 2
„Красна поляна 2“ е квартал на град София, България, разположен в район Красна поляна, западно от центъра на града. Създаден е с разделянето на историческия квартал „Красна поляна“.
Намира се между булевардите „Никола Мушанов“ и „Възкресение“ и улица „Ришки проход“, като граничи с кварталите „Красна поляна 1“ на север, „Красна поляна 3“ и промишлената зона „Средец“ на югоизток и квартал „Факултета“ на запад.

## Училища
- 92-ро основно училище „Димитър Талев“

## Улици и произход на имената им
| Път                | Наречен на                                | Местоположение |
| ------------------ | ----------------------------------------- | -------------- |
| „Атанас Кирчев“    | Атанас Кирчев (1879 – 1912), актьор       | Карта          |
| „Васил Д. Стоянов“ | Васил Стоянов (1839 – 1910), филолог      | Карта          |
| „Възкресение“      | Възкресение, религиозна концепция         | Карта          |
| „Добротич“         | Добротица (? – 1386), деспот на Добруджа  | Карта          |
| „Иван Гарванов“    | Иван Гарванов (1869 – 1907), революционер | Карта          |
| „Никола Мушанов“   | Никола Мушанов (1872 – 1951), политик     | Карта          |
| „Ришки проход“     | Ришки проход, проход в Стара планина      | Карта          |
| „Сирма войвода“    | Сирма войвода (1776 – 1864), хайдутка     | Карта          |
| „Спас Вацов“       | Спас Вацов (1856 – 1928), метеоролог      | Карта          |